# Gobiopsis pinto
 Gobiopsis pinto el gobio cabeza de serpiente es una especie de peces de la familia de los Gobiidae en el orden de los Perciformes.

## Morfología
Los machos pueden llegar a alcanzar los 6,5 cm de longitud total.

## Distribución geográfica
Se encuentra en Bahía Delagoa (Mozambique ).

## Observaciones
Es inofensivo para los humanos.